# Eerste Werkhaven
De Eerste Werkhaven is een haven in het Botlek-gebied in Rotterdam. Aan deze haven is scheepswerf Keppel Verolme gevestigd en liggen droogdok 5 en 6.